# Эссив
Эсси́в (изобразительный падеж) — падеж в финно-угорских языках со значением продолжительного или устойчивого состояния.

## Эссив в финском языке
Финский эссив (фин. essiivi) обычно оформляет именную часть составного сказуемого или обстоятельство времени. Формы эссива могут принимать как существительные, так и прилагательные в единственном и множественном числе. Форма эссива образуется путём присоединения к сильной гласной основе имени окончания -na / -nä: tyttö (девочка) → tyttönä, poika (мальчик) → poikana, lapsi (ребёнок) → lapsena.
Формы эссива могут:
1. обозначать стабильное или временное состояние как субъекта, так и объекта предложения, в том числе и этапы существования: Sauna on koko päivän kuumana «Сауна весь день теплая» (от kuuma «теплый»), Tunsin hänet jo lapsena «Я знал его ещё ребёнком» (от lapsi «ребенок»), Hänen setänsä oli Yhdysvaltain sotilaana vuonna 1945 «Его/её дядя со стороны отца был солдатом армии США в 1945 году» (от sotilas «солдат»);
2. указывать на должность или функцию: Hän on Lontoossa johtajana «Он в Лондоне (работает) руководителем» (от johtaja «управляющий»), Korkein oikeus antaa päätöksiä, jotka ovat mallina muille samanlaisille tapauksille «Верховный суд выносит решения, которые служат образцами для других аналогичных случаев» (от malli «образец»);
3. сообщать о точном времени: Tulen maanantaina «Приду в понедельник» (от maanantai «понедельник»), Autoteillä on ruuhkaa juhannuksena «На автодорогах (будут) пробки во время Иванова дня» (от juhannus «Иванов день»).

Эссив исторически развивается из форм пространственной ориентации (пространственных падежей), что находит своё отражение в целом ряде застывших наречных форм с локативным (kotona «дома» от koti «дом», ulkona «на улице, снаружи» от основы ulko «внешний, наружный») и стативным значением (значением внутреннего состояния: malttamattomana «с нетерпением» (от malttamaton «нетерпеливый»)).